# Damasonium constrictum
Damasonium constrictum là một loài thực vật có hoa trong họ Alismataceae. Loài này được Juz. mô tả khoa học đầu tiên năm 1933.